# 24 mars 2015
Le mardi 24 mars 2015 est le 83e jour de l'année 2015.

## Décès
- Jean-Loup Tournier (né en 1929), directeur général puis président de la SACEM
- Maria Radner (née le 7 mai 1981), contralto allemande
- Moncef Ben Salem (né le 1er avril 1953), homme politique tunisien
- Nico Baracchi (né le 19 avril 1957), skeletoneur et bobeur suisse
- Oleg Bryjak (né le 27 octobre 1960), chanteur d'opéra, baryton
- Peter Stichbury (né le 10 mars 1924), potier néo-zélandais
- Robert Folger Thorne (né le 13 juillet 1920), botaniste américain
- Scott Clendenin (né le 17 janvier 1968), bassiste américain
- Slamet Abdul Sjukur (né le 30 juin 1935), compositeur et ethnomusicologue indonésien

## Événements
- Début de la série télévisée 1992
- Sortie du jeu vidéo Bloodborne et de la compilation Borderlands: The Handsome Collection
- Création de GNOME Builder
- Sortie de la chanson King Kunta
- Crash du vol Germanwings 9525